# 19506 Angellopez
19506 Angellopez è un asteroide della fascia principale. Scoperto nel 1998, presenta un'orbita caratterizzata da un semiasse maggiore pari a 2,8430572 au e da un'eccentricità di 0,1600931, inclinata di 20,74648° rispetto all'eclittica.

## Nome
L'asteroide è dedicato ad Ángel López Jiménez, osservatore presso l'Osservatorio di Maiorca, in Spagna, che costruì l'osservatorio astronomico automatico a Consell.